# Ghibellinerne
Ghibellinerne (it. Ghibellini) var i højmiddelalderen betegnelsen for det kejsertro parti i Italien.
Ghibellinernes modstandere var de pavetro guelfer. Hvor ghibellinerne gerne havde den kejserlige dobbeltørn i skjoldhovedet, havde guelferne gerne et skjoldhoved afledt af Kongeriget Napolis. De var ydermere i strid med familien Amidei.